# 多里安·富隆
多里安·富隆（法語：Dorian Foulon，1998年5月2日—），法国男子自行车运动员。他曾代表法国参加2020年夏季残疾人奥林匹克运动会自行车比赛，获得男子个人追逐赛C5级金牌。